# Przestawnia
Przestawnia, przestawka, szyk przestawny, przekładnia, inwersja (łac. inversio), hiperteza (gr. ὑπέρθεσις hypérthesis), metateza (gr. μετάθεσις metáthesis) – figura retoryczna polegająca na zmianie kolejności wyrazów pozostających w zależności składniowej lub wtrąceniu do jednolitej grupy składniowej wyrazów nienależących do niej; szyk zdania odbiegający od norm składniowych języka.

## Przykłady
- „śpiewające słyszałem ptaki” zamiast „słyszałem śpiewające ptaki”[4]

## Szyk przestawny w językach obcych
W niektórych językach obcych (np. w języku niemieckim) szykiem przestawnym nazywany jest określony układ kolejności części zdań, występujący w określonych przypadkach, np. po odpowiednich spójnikach. Nie jest on wtedy środkiem stylistycznym.